# Labyrint (Joan Miró)
Labyrint är en samling skulpturer och keramik skapade av katalanska konstnären Joan Miró för Marguerite Aimé Maeght, mellan 1961 och 1981. Numera befinner sig samlingen vid Fondation Maeght i Saint-Paul-de-Vence, Frankrike. Den består av 250 verk, främst skulpturer, utspridda i en trädgård med terrasser med utsikt över havet, som illustrerar historien om sambandet mellan Maeght familjen och Joan Miró.